# Xiao Xia
Xiao Xia (chinesisch 肖 霞, Pinyin Xiāo Xiá; * 6. Juni 1991) ist eine chinesische Hürdenläuferin, die sich auf die 400-Meter-Distanz spezialisiert hat.
2013 siegte sie bei den Chinesischen Nationalspielen mit ihrer persönlichen Bestzeit von 56,25 s und bei den Ostasienspielen in Tianjin.
Bei den Asienspielen 2014 in Incheon gewann sie Bronze.
2015 holte sie Bronze bei den Leichtathletik-Asienmeisterschaften und schied bei den Leichtathletik-Weltmeisterschaften in Peking im Vorlauf aus.